# Религиозный экстаз
Религиозный экстаз — разновидность экстаза, связанная с религиозными верованиями. Относится к изменённым состояниям сознания и нередко сопровождается видениями и мистическим опытом. Как и другие формы экстаза, характеризуется нарушением контакта с внешним миром и повышением настроения вплоть до эйфории.
Хотя такие переживания обычно кратковременны, существуют документальные свидетельства того, что они могут длиться несколько дней и даже дольше. Кроме того, есть описания людей, которые на протяжении жизни многократно испытывали экстаз.
В суфизме этот термин называется ваджд (экстаз, исступление, или вхождение в транс).

## Контекст

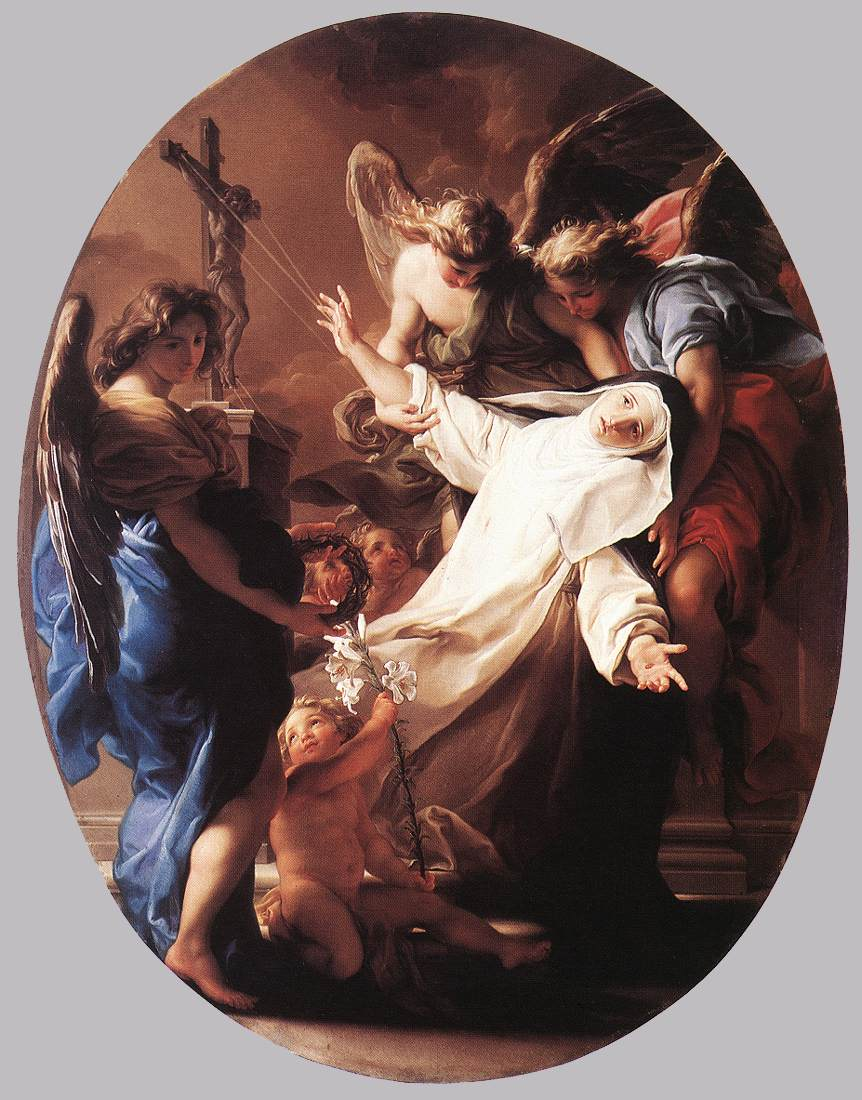
Помпео Батони. Экстаз святой Екатерины Сиенской

Термин «религиозный» в данном контексте означает, что данный опыт связан с религиозной деятельностью или трактуется с точки зрения той или иной религии. Журналистка Марганита Ласки в своём исследовании «Экстаз в религиозном и светском опыте», впервые опубликованном в 1961 году, отмечает:
Мистические переживания, такие как экстаз, часто описываются с помощью различных эпитетов. Однако эти эпитеты не всегда чётко разграничены, что приводит к путанице. Например, один и тот же опыт может называться «природным», «религиозным», «эстетическим», «неоплатоническим» и т. д. В некоторых случаях название дается по фактору, который вызвал этот опыт, а в других — по убеждению в его истинности.

## История

### Древняя
Йога предлагает методы достижения состояния экстаза, известного как самадхи . Практики йоги считают, что существует несколько ступеней экстаза, высшей из которых является nirvikalpa samāpatti. Бхакти-йога же в особенности фокусируется на экстазе как одном из плодов своей практики.
В буддизме, особенно в Палийском каноне, описаны восемь состояний транса, также называемых поглощением. Первые четыре из них относятся к Рупа, или материальным состояниям. Следующие четыре — к Арупа, или нематериальным. Эти восемь состояний представляют собой предварительные трансы, ведущие к конечному освобождению. Согласно Висуддхимагге, для достижения первого погружения требуются огромные усилия и годы непрерывной медитации. Не все люди в принципе способны его достичь.
В дионийских мистериях Древней Греции посвящённые принимали психоактивные вещества, исполняли экстатические танцы и слушали музыку, чтобы освободиться от ограничений, налагаемых социальными нормами.

### Современная
Опыт современных медитаторов тайской лесной традиции, а также других традиций тхеравады, показывает, что значительные усилия и редкие практики необходимы только для достижения глубоких погружений, при которых отсутствуют какие-либо другие ощущения. Возможно испытать погружение в менее интенсивном состоянии, затратив на практику значительно меньше времени.

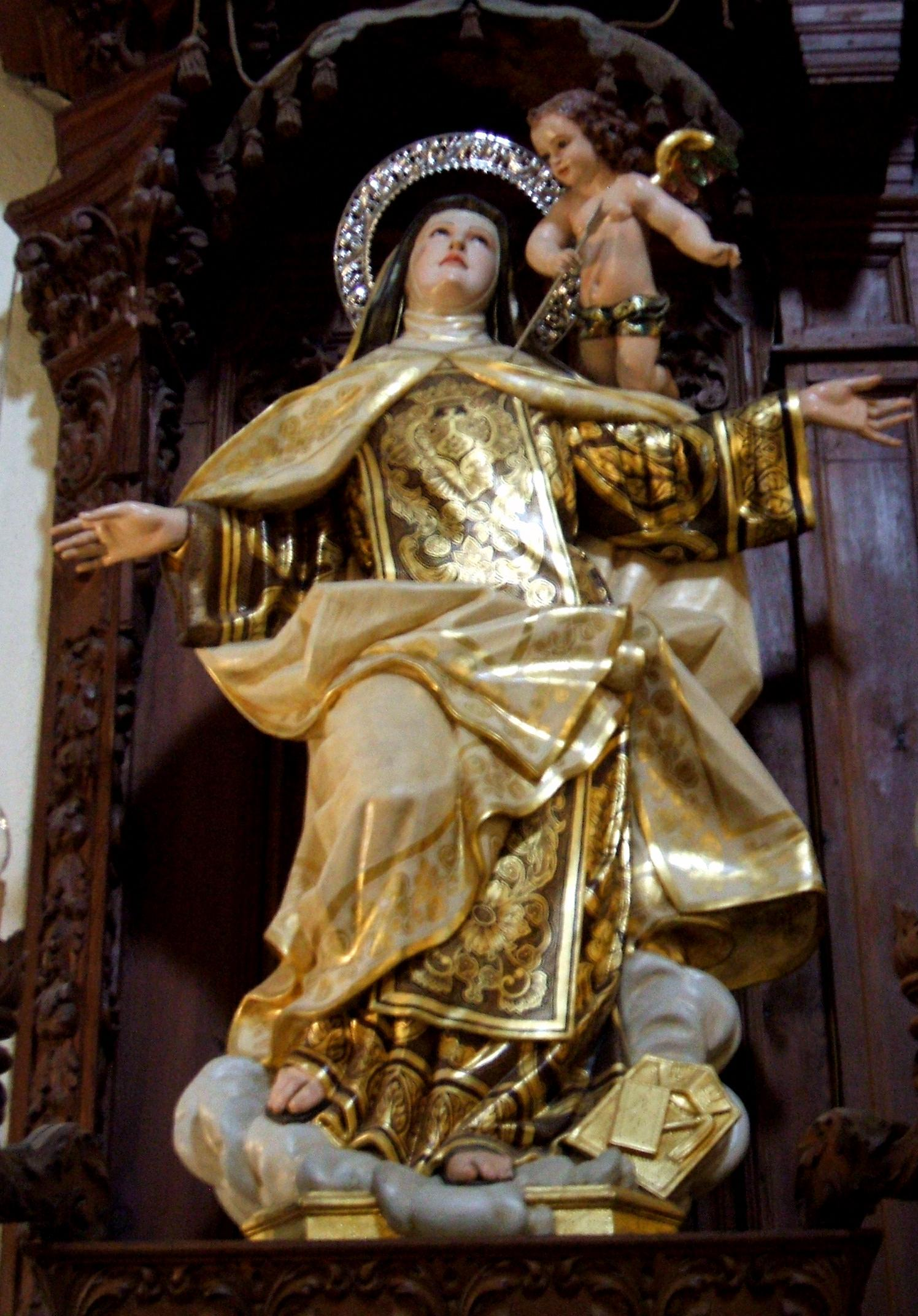
Религиозный экстаз святой Терезы Авильской из ордена кармелитов

В монотеистической традиции экстаз часто связан с ощущением общения и единения с Богом. Однако такие переживания также могут носить личный мистический характер, не имея значения ни для кого, кроме человека, их испытывающего. Некоторые харизматические христиане практикуют экстатические состояния (например, «падение в Духе») и интерпретируют их как дарованные Святым Духом. Огнеходцы Греции танцуют в состоянии экстаза на ежегодном фестивале Анастенария, полагая, что на них нисходит влияние Константина Великого.
На протяжении истории большие группы людей испытывали религиозный экстаз во время периодов христианского возрождения, что приводило к спорам об источнике и природе этих переживаний. В ответ на утверждения, что все эмоциональные проявления религиозного экстаза являются происками Дьявола, направленными против порядка и богословской обоснованности, Джонатан Эдвардс опубликовал свою влиятельную книгу '«Религиозные влечения»'. В ней он утверждает, что религиозный экстаз может быть вызван тремя источниками: самим человеком, Дьяволом или Богом. Определить, исходит ли он от Бога, можно, только наблюдая за его плодами или изменениями во внутренних мыслях и поведении человека.
В современном пятидесятничестве и харизматическом христианстве наблюдается множество примеров религиозного экстаза, схожих с теми, что происходили во время исторических возрождений. Эти явления претерпели значительные изменения со времён Пробуждения в Торонто и других североамериканских пробуждений и излияний середины 1990-х годов. С тех пор религиозный экстаз в этих движениях стал характеризоваться все более необычным поведением, которое его приверженцы воспринимают как помазание Святого Духа и свидетельство того, что Бог «совершает новую работу».
Одним из самых противоречивых и странных примеров является духовное рождение – практика, во время которой женщины, а иногда и мужчины, заявляют, что испытывают настоящие сокращения матки, сопровождающиеся стонами и рвотой, как будто они рожают. Это пророческое действие, якобы приносящее в мир духовные благословения от Бога. Многие считают духовное рождение демоническим и более оккультным, чем христианским.
Религиозный экстаз в этих христианских движениях также проявляется в виде визга, лая, неспособности стоять или сидеть, произнесения апокалиптических пророчеств, святого смеха, плача. Некоторые люди заявляют, что видели «золотую пыль», «ангельские перья», «святые облака» или спонтанное появление драгоценных камней во время экстатических богослужений. Другие утверждают, что им спонтанно поставили золотые пломбы на зубах.

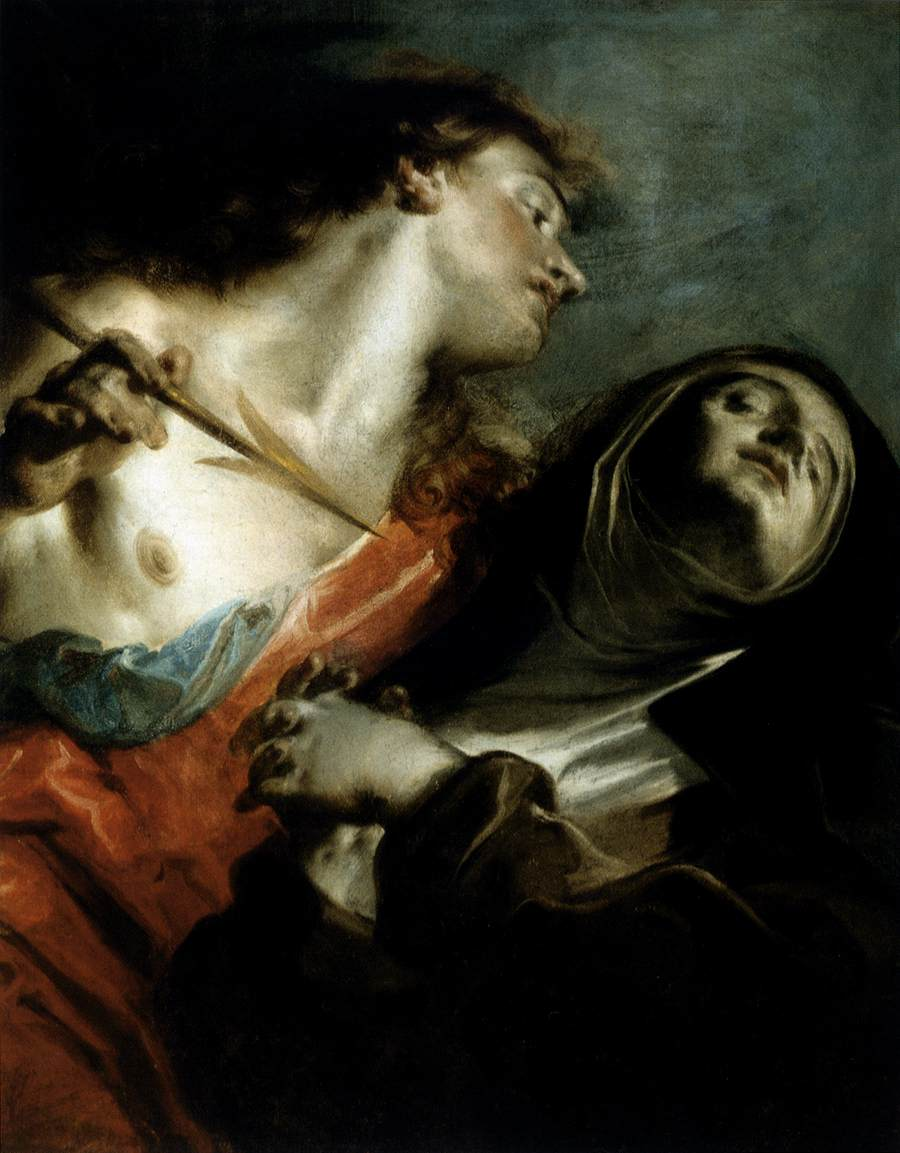
Картина Джузеппе Баццани, изображающая экстаз святой Терезы

В житиях (сочинениях о христианских святых) зафиксировано множество случаев, когда святым даровались экстазы. Согласно Католической энциклопедии религиозный экстаз (называемый «сверхъестественным экстазом») включает в себя два элемента: первый, внутренний и невидимый, при котором разум концентрируется на религиозном предмете, и второй — телесный и видимый: деятельность чувств приостанавливается, что уменьшает влияние внешних ощущений на субъекта и делает его устойчивым к пробуждению. Свидетели явления Марии часто описывают переживания этих элементов экстаза.
Современные традиции колдовства могут позиционировать себя как «экстатические традиции» и делать акцент на достижении экстатических состояний в своих ритуалах. Две современные экстатические традиции колдовства — это традиция Возрождения и традиция Фери.
В суфизме дервиши практикуют зикр (суфийская практика поминания имени Аллаха) посредством различных физических усилий или религиозных практик, чтобы достичь состояния религиозного экстаза и постичь Бога.
По словам индийского духовного учителя Мехер Бабы, души, опьянённые Богом, известные в суфизме как масты, испытывают уникальный тип духовного экстаза:
«Масты испытывают отчаянную любовь к Богу, поглощённые своим чувством. Они не страдают от болезней в традиционном понимании. Их разум находится в состоянии расстройства из-за воздействия интенсивных духовных энергий, которые они не в силах сдержать. Это приводит к потере связи с обыденным миром, отказу от общепринятых норм поведения и отчуждению от цивилизованного общества. В результате масты живут в состоянии духовного величия и физического упадка. Их терзает мучительная любовь к Богу, и они погружаются в экстаз. Достичь их может только божественная любовь, воплощённая в Совершенном Мастере».